# Inês Pereira
Inês Teixeira Pereira (* 26. Mai 1999 in Lissabon) ist eine portugiesische Fußballspielerin. Die Torhüterin steht derzeit beim FC Everton unter Vertrag und spielte 2018 erstmals für die A-Nationalmannschaft.

## Karriere

### Vereine
Inês Pereira begann ihre Karriere im Seniorinnenbereich in der Campeonato Nacional de Futebol Feminino bei GD Estoril Praia. Im Jahr 2016 kehrte sie in ihre Heimatstadt Lissabon zurück, als sie einen Vertrag bei Sporting Lissabon unterschrieb.
Am Ende ihrer ersten Saison in Lissabon gewann die Mannschaft die Meisterschaft, auch in der darauffolgenden Saison wurde Sporting Lissabon portugiesischer Meister. Pereira wurde schließlich zur Stammspielerin in der ersten Mannschaft. Von den 40 Spielen, bei denen sie in den fünf Spielzeiten zum Einsatz kam, gewann das Team 36. Da es der Mannschaft nicht gelang, sich für die Champions-League-Saison 2021/22 zu qualifizieren, wechselte Pereira zum Schweizer Meister Servette FC. Dort wurde sie Stammtorhüterin. In den ersten beiden Champions-League-Spielen blieb sie ohne Gegentor. 2024 gewann sie mit dem Team die Schweizer Meisterschaft. Danach verließ sie den Verein. Sie unterschrieb beim FC Everton, wurde jedoch für die ganze Saison 2024/25 an den spanischen Verein Deportivo La Coruña ausgeliehen.

### Nationalmannschaft
Pereira spielte zunächst für die portugiesische U16-, U17- und U19-Mannschaft. Am 21. Januar 2018 kam sie beim Spiel gegen Irland erstmals für die portugiesische Nationalmannschaft zum Einsatz. Auch im Rahmen der Qualifikation zur Fußball-Weltmeisterschaft 2019 spielte sie für die Nationalmannschaft. Ebenso kam sie im Rahmen der Qualifikation zur Fußball-Europameisterschaft 2022 zum Einsatz. Aufgrund der Niederlage gegen Russland im Entscheidungsspiel verpasste die Mannschaft zunächst das Turnier. Als Folge des Russischen Angriffskriegs gegen die Ukraine wurde die russische Mannschaft allerdings vom Wettbewerb ausgeschlossen, weshalb Portugal letztlich doch an der Europameisterschaft teilnehmen konnte. Bei der Europameisterschaft 2022 kam Pereira schließlich in zwei Spielen zum Einsatz, jedoch schied Portugal bereits in der Vorrunde als Gruppenletzter aus.
Am 30. Mai 2023 wurde sie für die WM-Endrunde nominiert. Sie stand im ersten und dritten Gruppenspiel im Tor und schied mit ihrer Mannschaft als Gruppendritte aus. Immerhin konnten sie gegen Titelverteidiger USA ein torloses Remis erreichen, womit sie nach zehn Niederlagen erstmals nicht gegen die USA verloren.
Am 24. Juni 2025 wurde sie für die EM-Endrunde 2025 nominiert. Sie stand nur im ersten Gruppenspiel ihrer Mannschaft im Tor, als diese gegen Weltmeister Spanien mit 0:5 verlor. Nach einem Remis und einer weiteren Niederlage in den anderen Gruppenspielen schieden die Portugiesinnen aus.

## Erfolge
- Campeonato Nacional de Futebol Feminino: 2016/17, 2017/18[8]
- Schweizer Meister 2024
- Schweizer Cup-Sieger 2023, 2024